# Czerwone wesele
Czerwone wesele – komunistyczny, ateistyczny obrzęd lansowany przez władze ZSRR w latach 20. i 30. XX wieku w środowiskach komsomolskich. Stanowił zamiennik zakazanych przez komunistów rytuałów religijnych w życiu publicznym.
Obrzęd odbywał się najczęściej w zakładzie pracy jednego z przyszłych małżonków lub w siedzibie właściwego dla nowożeńców komsomołu. Państwo młodzi stawali najczęściej pod obrazem Lenina, ślubując nie tylko wierność sobie, ale także zasadom komunizmu.
Pozostałością czerwonych wesel był funkcjonujący do końca ZSRR zwyczaj składania przez młodą parę wiązanki kwiatów pod lokalnym pomnikiem Lenina.